# Seafield, Edinburgh
Seafield är en ort i Storbritannien.   Den ligger i kommunen Edinburgh och riksdelen Skottland, i den centrala delen av landet, 500 km norr om huvudstaden London. Seafield ligger 23 meter över havet och antalet invånare är 1 386.
Terrängen runt Seafield är platt. Havet är nära Seafield åt nordost. Runt Seafield är det mycket tätbefolkat, med 3 134 invånare per kvadratkilometer. Närmaste större samhälle är Edinburgh, 3,3 km sydväst om Seafield. Runt Seafield är det i huvudsak tätbebyggt.